# Heinrich Kühle
Heinrich Kühle (ur. 8 lutego 1895 w Duderstadt, zm. 27 kwietnia 1966 w Münster) – niemiecki teolog katolicki, wykładowca teologii fundamentalnej i dogmatyki w Akademii Państwowej w Braniewie oraz na Uniwersytecie w Münster.

## Życiorys
W latach 1906–1913 uczęszczał do gimnazjum w rodzinnym mieście. Po ukończeniu studiował przez rok teologię, lecz wybuchła I wojna światowa i został powołany do wojska. Był oficerem artylerii. Na wojnie otrzymał postrzał w płuca, później do 2 września 1919 przebywał w niewoli. Po zwolnieniu kontynuował studia w Pradze, w Münster i w seminarium diecezjalnym w Hildesheim. 11 marca 1922 otrzymał święcenia kapłańskie w katedrze w Hildesheim. Dwa lata posługiwał w Hanowerze. W 1924 delegowany został na dalsze studia na Uniwersytecie w Münster, uwieńczone doktoratem z filozofii w 1926. Promotorem pracy dyplomowej „Der Ethische Güterbegriff im System des Aristoteles und Kant. Eine Voruntersuchung zur Begründung der Ethik“ był prof. Max Ettlinger. W 1931 obronił drugi doktorat, z teologii, na tej samej uczelni, na podstawie pracy „Die Entfaltung des Gottesbegriffs zum Begriff des höchsten Gutes nach Albert dem Großen“. 22 sierpnia 1932, również w Münster, uzyskał habilitację, która pozwoliła mu na pracę naukową. Praca habilitacyjna „Staat und Todesstrafe“ (Państwo i kara śmierci) przedstawiała ocenę kary śmierci w teologii moralnej. Otrzymał pracę nieetatowego wykładowcy (privatdozent) teologii fundamentalnej w Akademii Państwowej w Braniewie, gdzie rozpoczął pracę od 15 grudnia 1933. 1 listopada 1935 został mianowany profesorem teologii fundamentalnej na tej uczelni. Od 1 kwietnia 1937 był profesorem dogmatyki. W Braniewie pracował do wybuchu II wojny światowej, mieszkał przy Arendtstraße 36 (ul. Zielona).
Braniewska uczelnia uchodziła w tym czasie za siedlisko nacjonalizmu. O prof. Eschweilerze, który zresztą go tu ściągnął, napisał później, że powinien być raczej pochowany w uniformie partyjnym niż w sutannie. Sam nie był zwolennikiem nowej dyktatury. Gdy rektor Akademii Jakob Barion zaprosił na przyjęcie oficerów garnizonu braniewskiego, Kühle i prof. Schäfer wzywali innych wykładowców do jego bojkotu.
Od roku 1939/40 w służbie wojskowej jako kapelan wojenny w Polsce i w Rosji. W latach 1945–1953 przebywał w niewoli radzieckiej, m.in. na Syberii. Po zwolnieniu, od 1 października 1954 powrócił na Uniwersytet w Münster jako wykładowca teologii średniowiecznej. 1 kwietnia 1960 przeszedł na emeryturę. 10 listopada 1962 otrzymał godność prałata. Zmarł 27 kwietnia 1966 w Münster. Mowę pogrzebową wygłosił jego współpracownik na uczelni Joseph Ratzinger. Pochowany został na Cmentarzu Centralnym (Zentralfriedhof).